# Sybra medioflavomaculata
Sybra medioflavomaculata là một loài bọ cánh cứng trong họ Cerambycidae.